# Olivier de Kersauson
Olivier de Kersauson, visconde de Olivier de Kersauson de Pennendreff, é um velejador francês nascido em 1944. De nobre família, o seu antepassado  Robert de Kersauson tomou parte na Sétima Cruzada .
Oficial da marinha em 1967, afetado à Goelette  Pen Duick III a pedido de Éric Tabarly que ele considera como o seu "mestre" e que vai seguir, no fim do serviço militar, em diferentes provas náuticas até 1974.
Lança-se na aventura dos multicascos desde 1980 com o trimaran de 23 m. Em 1994 inscreve-se no Troféu Júlio Verne que ganha e conserva o título por cinco anos.

## Recordes
- 1969 - Recorde da volta ao mundo à vela - 125 dias 19 horas e 32 minutos
- 1997 - Troféu Júlio Verne - 71 dias 14 horas e 22 minutos
- 2004 - Troféu Júlio Verne - 63 dias 13 horas e 59 minutos
- 2005
  - Volta à Austrália, "The Challenge" - 17 dias 12 horas 57 minutos [2]
  - Travessia do Oceano Pacífico de Los Angeles a Honolulu - 4 dias 19 horas 31 minutos [3]
- 2006 
  - San Francisco-Yokohama à vela em 14 dias 22 horas 40 minutes [4]
  - Semanas mais tarde novo recorde mas na travessia em sentido contrário - 13 dias 22 horas e 38 minutos [4]
- Travessia entre Yokohama et Hong Kong em 4 dias 17 horas 47 minutos [5]

## Condecorações
Em 1989, Olivier de Kersauson recebeu o prémio André de Saint-Sauveur da l'Académie des sports e em 1994 é Oficial da Legião de Honra .